# Feuerlöschanlage

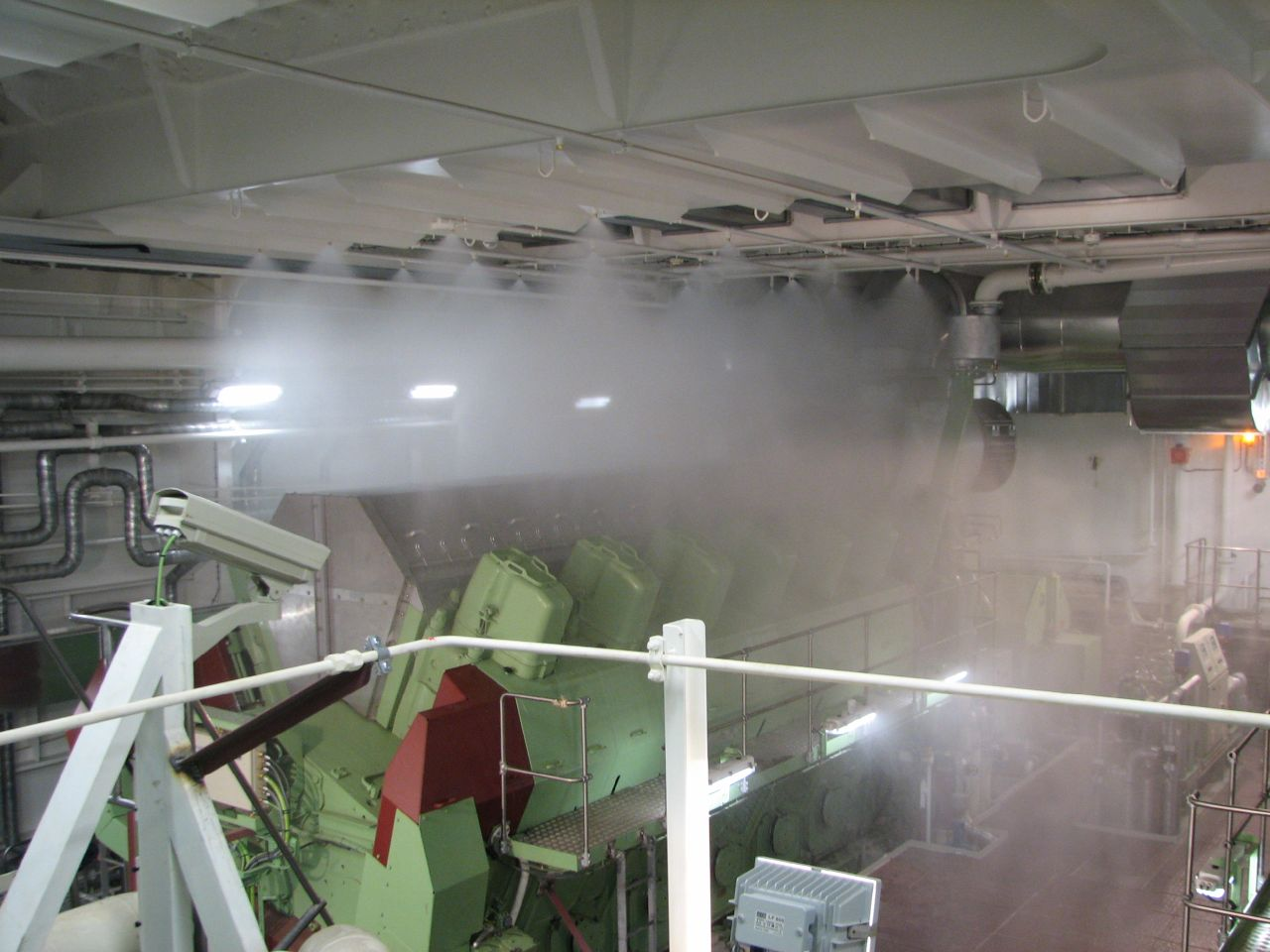
Feuerlöschanlage im Maschinenraum eines Schiffes

Eine Feuerlöschanlage ist eine ständig betriebsbereite technische Anlage, die einen Brand mit einem Löschmittel löscht.

## Stationäre Feuerlöschanlagen
Stationäre (ortsfeste) Feuerlöschanlagen bestehen aus einem Rohrleitungssystem mit geeigneten Ausgabevorrichtungen (Beispiele: Sprinkler, Löschdüse), über die im Einsatzfall das Löschmittel ausgetragen wird. Sie werden entweder automatisch indirekt durch Brandmelde- und Löschsteueranlagen oder direkt durch mechanische Branderkennungs- und Auslöseelemente (Beispiele: Glasfass, Schmelzlot) oder auch manuell ausgelöst.
Die Anlagen sollen einen Brand selbsttätig löschen oder ihn so lange eindämmen, bis die Feuerwehr eintrifft, um ihn zu löschen.

### Steuerungen für stationäre Feuerlöschanlagen an Maschinen
Steuerungen für stationäre Löschanlagen dienen dazu, Personen vor den Brandgefahren von Maschinen und Anlagen zu schützen. Daneben schützen sie auch vor den Gefahren des Löschvorgangs selbst, die beim Aufenthalt im Innenraum einer begehbaren Maschine oder beim Öffnen der Arbeitsraumtüren durch das Austreten sauerstoffverdrängender Löschgase entstehen können. Die Sicherheitsfunktionen der Steuerungen werden gemäß der DIN EN ISO 13849-1 ausgeführt. Ein Prüfgrundsatz des Instituts für Arbeitsschutz der Deutschen Gesetzlichen Unfallversicherung (IFA) beschreibt die Prüfung und Zertifizierung der Steuerungen von stationären Löschanlagen an Maschinen.

### Steuerungen für stationäre Gaslöschanlagen in Gebäuden
Steuerungen für Gaslöschanlagen in Gebäuden werden nach der harmonisierten Norm EN 12094-1 geprüft und zertifiziert.

### Arten von stationären Feuerlöschanlagen
- Wasserlöschanlagen
  - Sprinkleranlagen
    - Sprinkler-Nassanlage
    - Sprinkler-Trockenanlagen
    - Vorgesteuerte Sprinkleranlagen

  - Sprühwasserlöschanlagen
  - Wassernebel-Löschanlagen
    - Hochdruck-Wassernebel-Löschanlagen
    - Niederdruck-Wassernebel-Löschanlagen

  - Schaum-Löschanlagen
- Gaslöschanlagen
  - Kohlenstoffdioxid-Löschanlage (CO2-Löschanlage)
  - Inertgas-Löschanlagen
    - Argon-Löschanlagen
    - Stickstoff-Löschanlagen
    - Inertgas-Löschanlagen mit Gasgemischen (Inergen, Argonite)

  - Gaslöschanlage mit chemischen Löschmitteln (halogenierten Kohlenwasserstoffen wie z. B. HFC-227ea, FK-5-1-12)
- sonstige Löschanlagenarten
  - Pulverlöschanlagen
  - Aerosol-Löschanlagen
  - Kleinlöschanlagen
  - Explosionsschutzanlagen

Aktive Brandvermeidungssysteme wirken wie Stickstoff-Feuerlöschanlagen; sie führen dem zu schützenden Raum jedoch vorbeugend Stickstoff zu, sodass ein Brand gar nicht erst entstehen kann.

## Mobile Feuerlöschanlagen
Mobile Feuerlöschanlagen gibt es als fest in Feuerwehrfahrzeugen eingebaut, als Wechselauflieger oder als Container für Feuerwehrfahrzeuge, die je nach Einsatzfall auf dem Trägerfahrzeug zum Einsatzort kommen (Beispiel: mobile Kohlendioxid-Feuerlöschanlagen für Unternehmen der chemischen Industrie).